# Saint-Prest
Saint-Prest település Franciaországban, Eure-et-Loir megyében. Lakosainak száma 2119 fő (2022. január 1.). Saint-Prest Berchères-Saint-Germain, Jouy, Coltainville, Gasville-Oisème, Champhol, Lèves és Poisvilliers községekkel határos.

## Népesség
A település népessége az elmúlt években az alábbi módon változott:
| Lakosok száma | 1118 | 1483 | 2200 | 2135 | 2015 | 2010 | 2031 | 2072 | 2093 | 2119 |
|               | 1968 | 1982 | 1990 | 2006 | 2013 | 2015 | 2017 | 2019 | 2020 | 2022 |